# فيل كيد
فيل كيد (بالإنجليزية: Phil Cade)‏ هو مهندس أمريكي، ولد في 12 يونيو 1916 في تشارلز سيتي في الولايات المتحدة، وتوفي في 28 أغسطس 2001 في وينتشتر ‏ في الولايات المتحدة.